# Bertrand Cuiller
Bertrand Cuiller est un claveciniste français, né en 1978. Il  partage son activité entre la musique de chambre, le récital de clavecin et son ensemble Le Caravansérail.

## Biographie
Bertrand Cuiller débute à huit ans le clavecin avec sa mère, la claveciniste Jocelyne Cuiller. Pendant ses études au conservatoire de Nantes, où il apprend également le cor avec Marcel Ollé, il commence à travailler avec Pierre Hantaï, auprès de qui il étudiera pendant de nombreuses années. À dix-sept ans, il entre au Conservatoire national supérieur de musique de Paris dans la classe de Christophe Rousset, ainsi qu'au Conservatoire national supérieur de musique de Lyon dans la classe de cor de Michel Garcin-Marrou. Avec ce dernier, il étudiera aussi le cor naturel au Conservatoire national supérieur de musique de Paris. Il se perfectionne en cor auprès d'André Cazalet. Encore étudiant, il remporte en 1998 le troisième prix au concours international de clavecin de Bruges, puis sort du Conservatoire diplômé mention très bien à l’unanimité des classes de clavecin et basse continue.
Depuis, Bertrand Cuiller se produit aujourd'hui en soliste dans de nombreuses villes d’Europe, dans des festivals et lieux prestigieux comme les Folles Journées, la Roque d’Anthéron, la Cité de la musique, Saintes, Utrecht, Arques-la-Bataille, Sablé, Pontoise, les Concerts Parisiens, le Printemps des Arts de Nantes, ainsi qu’aux États-Unis et au Japon.
Il apprécie particulièrement la musique de chambre, et joue avec les ensembles « Les Basses réunies » de Bruno Cocset, « La Rêveuse », Les Lunaisiens, ainsi qu'avec la violoniste Sophie Gent (de), le violoncelliste-gambiste Emmanuel Balssa, les flutistes Jana Semeradova et Jocelyn Daubigney.
Ouvert à d’autres formes d’art, en association avec la musique - théâtre et littérature, Bertrand Cuiller a donné avec la comédienne Louise Moaty des concerts-lecture. Ils ont créé ensemble un spectacle alliant la musique de d’Anglebert et les Lettres portugaises de Guilleragues. En alternance avec Olivier Baumont, il a joué aux côtés de Nicolas Vaude et Nicolas Marié dans "le Neveu de Rameau" de Diderot au théâtre du Ranelagh.
Bertrand Cuiller a joué pendant plusieurs années au sein de grands ensembles baroques français comme Les Arts Florissants, Le Concert Spirituel, Le Poème harmonique et Stradivaria. Il s’intéresse aussi au répertoire contemporain, et a créé des œuvres de Jean-Yves Bosseur et Olivier Mellano. Il joue avec ce dernier dans « La Chair des Anges », un concert réunissant clavecins, quatuor à cordes et vocal, guitares électriques et orgue.
Il est régulièrement invité à donner des masterclasses par des institutions comme au Conservatoire national supérieur de musique et de danse de Paris, la Schola Cantorum de Bâle ou Conservatoire national supérieur de musique et de danse de Lyon. 
Alors en résidence à l'Abbaye de Royaumont, il crée son ensemble en 2015, Le Caravansérail, afin d’étendre ses expériences musicales à de plus grands effectifs tout en conservant l’esprit chambriste qui lui tient à cœur,. Ainsi, après des programmes Scarlatti-Rameau en 2015, Purcell et Locke en 2016 et les concertos brandebourgeois de Bach en 2017, il a monté Rinaldo de Haendel ainsi que les Leçons de Ténèbres de François Couperin en 2018.
Il enregistre actuellement l’intégrale de l’œuvre pour clavecin de François Couperin chez Harmonia Mundi.

## Discographie sélective
- François Couperin L'Alchimiste : un petit théâtre du monde (septembre 2018 - Harmonia Mundi), premier volume d'une intégrale de l’œuvre pour clavecin de François Couperin à paraître chez Harmonia Mundi. L'album est reçoit le Prix Choc de Classica, 4F de Télérama et reçoit un accueil très chaleureux de la part de France Musique [7].
- A Fancy : Fantasy on English Airs & Tunes (septembre 2017 - Harmonia Mundi), avec la soprano Rachel Redmond et Le Caravansérail, qui reçoit un accueil très chaleureux de la critique[8].
- Pescodd Time (février 1985 - Alpha 086), consacré à la musique pour clavier de William Byrd et à quatre pièces de John Bull et Peter Philips, a été accueilli unanimement par la critique[1],[9].
- Concerti pour clavecin de Bach avec l'ensemble Stradivaria et Daniel Cuiller (Mirare 085) est Choc de l'année du magazine Classica 2009 et Gramophone Critic's Choice,
- Scarlatti, Soler, (2010 - Alpha 165[10]).
- « Mr Tomkins his Lessons of Worthe », consacré à des œuvres de John Bull, William Byrd et Thomas Tomkins (28-31 octobre 2010 - Mirare - MIR 137[11],[12],[13]).
- Rameau, Pièces pour clavecin (intégrale), (2015 - Mirare) - Diapason d'Or et Choc Classica.
- John Blow : Venus & Adonis, avec Céline Scheen, Les Musiciens du Paradis & La Maîtrise de Caen sous la direction de Bertrand Cuiller, DVD Alpha 2013.